# Orczy Lőrinc
Báró orci Orczy Lőrinc (Tarnaörs, 1718. augusztus 9. – Pest, 1789. július 28.) magyar főispán, tábornok és költő.

## Életpályája
Orci báró Orczy István (1669–1749) és dolhai és petrovai Petrovay Zsuzsanna (1690–1737) legidősebb fiúgyermekeként született. Gondos nevelésben részesült.
Amikor Mária Terézia trónra lépett, és trónkövetelő ellenségei megtámadták, 1741-ben Orczy Lőrinc is azon nemes magyar ifjak sorába lépett, akik önként gyülekeztek királynőjük védelmére. Részt vett a hétéves háborúban; kitüntette magát Drezdánál, és Berlinben volt gróf Hadik Andrással és Beleznay tábornokkal, benső barátjával. Áldozatkészsége további jeléül 1756-ban jászkunsági és hajdúsági legényekből saját költségén lovasezredet állított ki, ezzel a királynő figyelmét és hálaérzetét még inkább magára vonta. A békekötés után tábornoki ranggal lépett ki a hadseregből.
1764-től polgári hivatalokban szolgálta hazáját, 1767. szeptember 18-ától mint Abaúj vármegye főispáni helytartója, majd mint főispánja dolgozott 1784-ig. Közben megkapta a Szent István-rend középkeresztjét, s ő iktatta be az ugocsai főispánságba gróf Teleki Józsefet. 1784-ben korára való tekintettel lemondott főispáni hivataláról; ezután részben Pesten, részben Tarnaörsön lakott. Pesten halt meg 1789. július 29-én, hetvenéves korában. Tarnaörsön temették el.

### Házasságai és gyermekei
Orczy Lőrinc először 1740-ben nősült meg, felesége aszódi Podmaniczky Judit (1716–1758), akitől öt gyermeke született:
- Anna (1741–1805), hallerkői gróf Haller Péter felesége
- Zsuzsanna (1744–1784), miháldi báró Splényi Gábor felesége
- József (1746–1804), feleségül vette karancsberényi gróf Gerényi Borbálát
- László (1750–1807), Abaúj vármegye főispánja, feleségül vette Theresia von Abensberg–Traun grófnőt
- Mária (1750 után–1802), hernádvécsei és hajnácskői báró Vécsey Miklós felesége.

Első felesége halála után egy évvel újranősült, 1759. október 10-én az osztrák származású Anna Maria von Laffert bárónőt vezette oltár elé. A második házasságból két gyermek származott:
- Teréz (1760–1813), buzini gróf Keglevich Ádám felesége
- István (1760 körül), feltehetően kisgyermekként elhalálozott.

## Művei

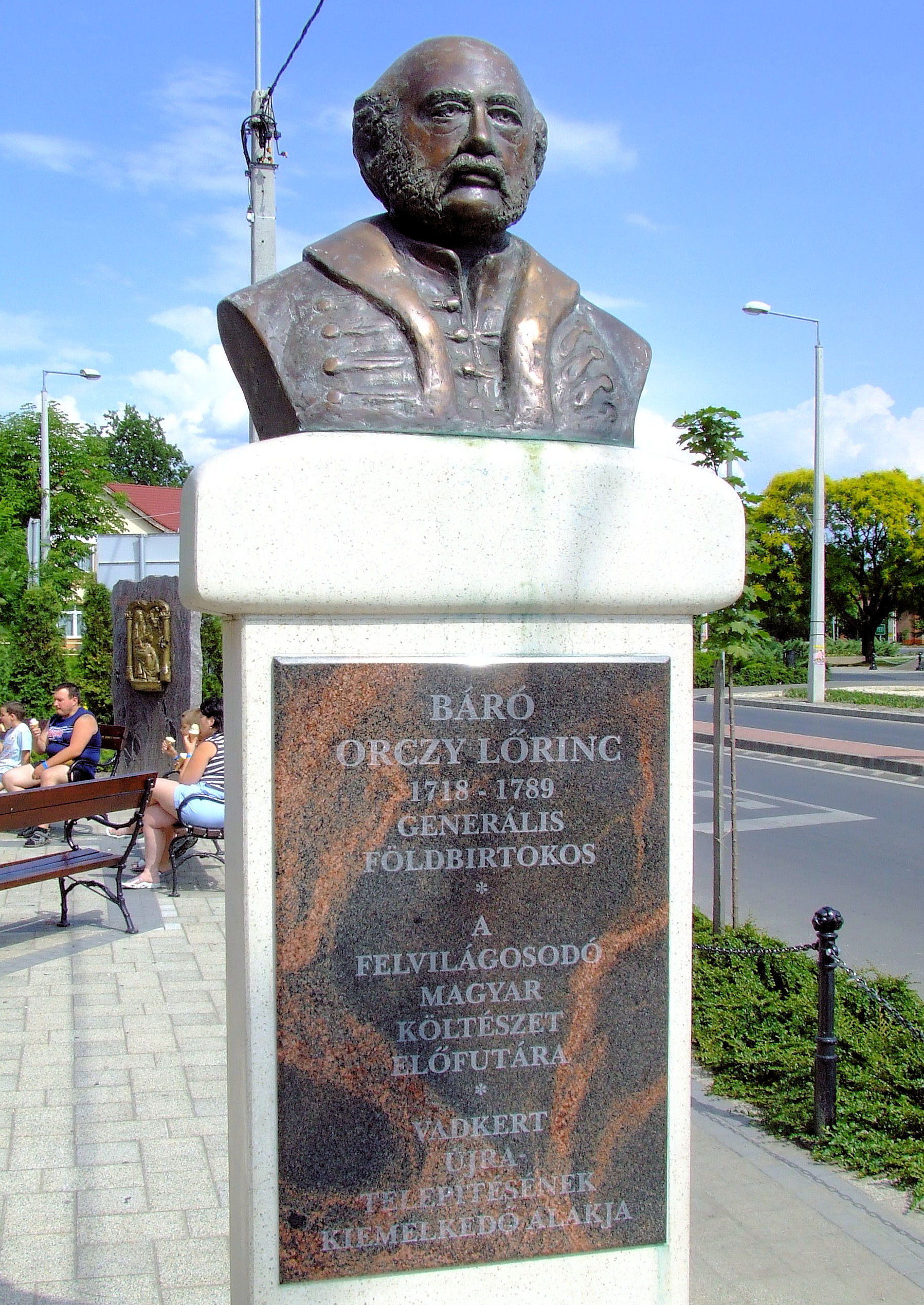
Orczy Lőrinc szobra Soltvadkerten

Cikkei, beszédei, levelei és költeményei a Magyar Hirmondóban (1782. 95. Beszéde gróf Teleki József Ugocsa-megyei főispán beköszöntésekor), a Magyar Musában (1788. III. Levele: Pest, Szent András hava 20.), az Orpheusban (II. 1790. Bucsuzása Abauj vármegye rendeitől Kassán. oct. 14. 1784.); a Magyar Museumban (I. Wieland Agathonjának utolsó könyvéből, Bold. báró Orczy Lőrincz fordítása, fels. Katharina orosz császárné törvénykönyvéből, mely 1776. orosz Pétervárott nyomt., és levelei Kazinczyhoz: Tarna-Eörs 1785. nov. 5., 1786. nov. l.); Uj Magyar Muzeumban (1853. I. Levelei Kazinczy Ferenchez 1785. okt. 5., 1786. nov. 1.).

### Cím szerint
- Onomastica corona spect. ac generoso dno Stephano Orczi de eadem. A propensa filii obligatione ipso festo S. Stephani regis oblata. Anno quo: QVaeCVnqVe sVnt Vera, qVaeCVnqVe IVsta, qVaeCVnqVe sanCta qVaeCVnque aMabILIa CogItetIs. Budae, 1730.
- Mátra hegyei között mulatozó nimfáknak éneke, melyet a… herczeg Barkóczy Ferencz Magyarország herczeg primásának esztergomi érsek úrnak mintegy búcsúzó képpen szomorodott szível mondának. 1761. eszt. Hely n. (és Nagyszombat, 1765).
- Költeményes holmi egy nagyságos elmétől. A költeményes gyűjtemény öregbedésére a nagyságos szerzőnek különös engedelmével közre bocsátotta Révai Miklós. Pozsony; 1787. A digitális változat A Digitális Klasszika honlapján
- Mélt. l. báró Ortzi Orczy Lőrincz úrnak Nagy-Szőllősön 1782. esztend. mindszent havának 15. napján gr. Széki Teleki József úrnak Ugotsa vármegyei főispányi hivatallyába lett bé-iktattatása alkalmatosságával elmondott beszéde a gróf Teleki József úr arra tett feleletével edgyütt. Pest
- Két nagyságos elmének költeményes szüleményei. A költeményes gyűjtemény öregbedésére a nagyságos szerzőknek egyező akaratjokból közre bocsátotta Révai Miklós. Pozsony, 1789. (Barcsay Ábrahám költeményeivel és Révai verses ajánlásával). A digitális változat a Digitális Klasszika honlapján.
- Lettre à Mr. de Voltaire ou Plainte d'un Hongrois, 1764. Document inédit attribué a János Fekete et Lőrinc Orczy; sajtó alá rend. Vörös Imre; Akadémiai, Bp., 1987 (Új történelmi tár)
- Barcsay Ábrahám–Orczy Lőrinc: Két jó barát között való levelezésből szedett versek; szerk. Marton Jenőné, Kovács Andrásné, Simor András; Táncsics Gimnázium, Bp., 1993 (Táncsics-sorozat)
- Orczy Lőrinc és leveleskönyve; szerk. H. Kakucska Mária; Universitas, Bp., 2003
- Költeményes holmi egy nagyságos elmétől / Két nagyságos elmének költeményes szüleményei. Orczy Lőrinc és Barcsay Ábrahám verses levelezése; Kairosz, Bp., 2015

Arcképe: rézmetszet Mannsfeldtől, és Stunder festménye után rézmetszet Ehrenreichtől Budán.